# Zhongzhai (socken i Kina, Guizhou)
Zhongzhai (kinesiska: 中寨, 中寨乡) är en socken i Kina. Den ligger i provinsen Guizhou, i den sydvästra delen av landet, omkring 97 kilometer väster om provinshuvudstaden Guiyang.